# Beloveža
Beloveža es un municipio situado en el distrito de Bardejov, en la región de Prešov, Eslovaquia. Tiene una población estimada, a inicios de 2022, de 769 habitantes.
Está ubicado en el centro-norte de la región, cerca del río Topľa (cuenca hidrográfica del río Tisza) y de la frontera con Polonia.

## Demografía
| Año        | 1994 | 2004    | 2014    | 2024    |
| ---------- | ---- | ------- | ------- | ------- |
| Población  | 827  | 797     | 807     | 789     |
| Diferencia |      | −3,62 % | +1,25 % | −2,23 % |

| Año        | 2023 | 2024    |
| ---------- | ---- | ------- |
| Población  | 781  | 789     |
| Diferencia |      | +1,02 % |